# Mauerstil

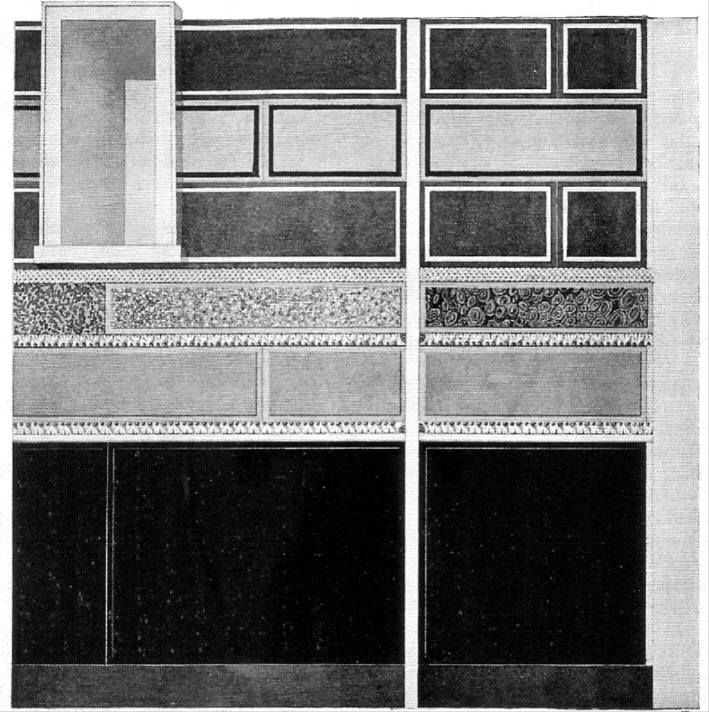
Wand in Delos

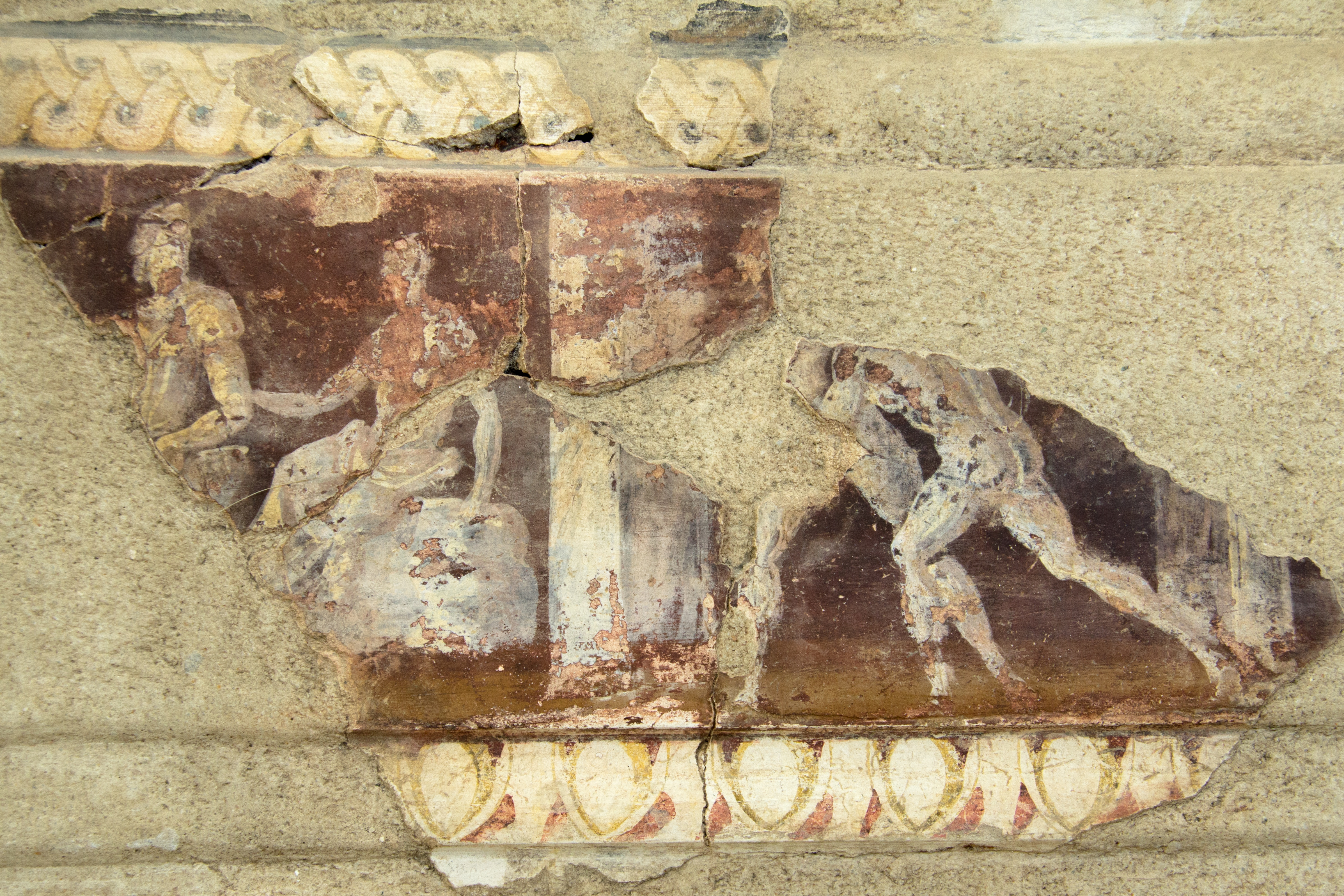
Figürlicher Fries aus Delos

Der Mauerstil (masonry style, auch hellenistischer Strukturstil oder östlicher erster Stil) ist ein Dekorationsstil in hellenistischen Häusern, vor allem im Bereich des östlichen Mittelmeeres. Es handelt sich um den Vorläufer und die östliche Variante des ersten Pompejanischen Wanddekorationsstils. Wände in diesem Stil sind in der ganzen griechischen Welt bezeugt, von Sizilien im Westen, über das hellenistische Ägypten und Syrien bis zur Krim im Osten.
Typisch sind Wände, deren Stuck Steinquader nachahmt und damit Marmorverkleidungen evoziert. Die Wände bestehen aus einem niedrigen Sockel. Darüber befinden sich große Orthostatenplatten. Es folgt eine Frieszone, die oben und unten von Ornamenten geschmückt ist. Sie kann auch doppelt vorkommen. Darüber folgen Reihen von weiteren in den Stuck modellierten Quadern. Ganz oben befinden sich Friese, die manchmal von Säulen getragen werden. Diese Zonen sind jedoch meist schlecht erhalten, so dass es Schwierigkeiten bereitet, Regeln aufzustellen. Nicht alle Räume in hellenistischen Häusern sind so dekoriert worden. Weniger wichtige Zimmer wurden oftmals nur einfach weiß stuckiert. Manchmal ist die Quaderdekoration nur eingeritzt.
Figürliche Darstellungen kommen vereinzelt in der Frieszone vor, sind aber insgesamt nicht häufig. Der Mauerstil ist seit dem 4. Jahrhundert v. Chr. bezeugt und kopiert ganz offensichtlich Marmorverkleidungen in der Monumentalarchitektur. Der Stil ist in Italien mit Sicherheit erst seit dem 2. Jahrhundert v. Chr. bezeugt, wobei bisher nur die aufwändigere Variante belegt ist. Der Wandaufbau in Italien ist jedoch anders. Vor allem ist die Sockelzone viel höher und die Orthostatenzone rutscht damit auch nach oben. Figürliche Friese sind in Italien nicht bezeugt.
Die Benennung des Mauerstiles ist in der Forschung uneinheitlich. Harald Mielsch sieht darin eine Variante des ersten Pompejanischen Wanddekorationsstils und lehnt eine eigene Bezeichnung ab, während andere Archäologen die Unterschiede zum pompejanischen Stil als so groß ansehen, dass sie eine eigene Bezeichnung vorziehen.